# Agonopterix angelicella
Agonopterix angelicella là một loài bướm đêm thuộc họ Oecophoridae. Nó được tìm thấy ở hầu hết châu Âu, except bán đảo Iberia và tây nam châu Âu. It is also có ở the Nga và Xibia (đồng bằng Tây Siberia và dãy núi Nam Siberia).
Sải cánh dài 16–21 mm. Con trưởng thành bay từ tháng 8 đến tháng 9.
Ấu trùng ăn spun leaves hoặc shoots của Angelica và Heracleum. Các loại cây thức ăn khác gồm có Laserpitium, Aegopodium, Pimpinella saxifrage và Pastinaca.

## Hình ảnh

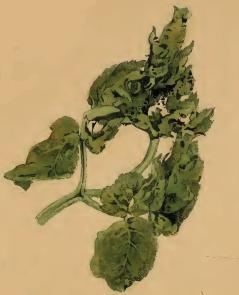
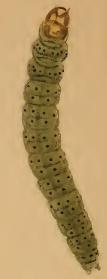
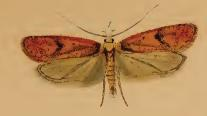
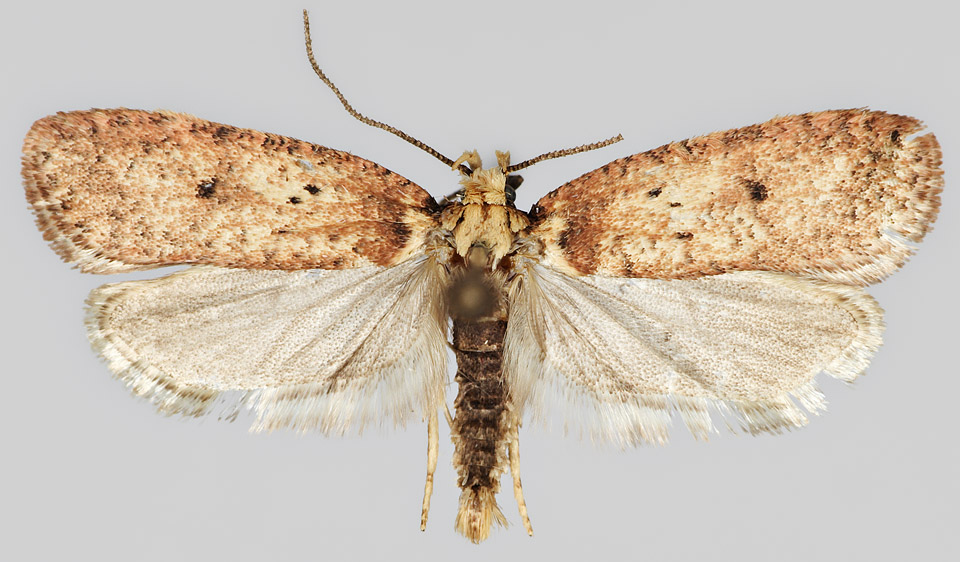